# Wang Fu-čchun
Wang Fu-čchun (čínsky pchin-jinem Wáng Fúchūn, znaky 王福春; asi 1942 – 13. března 2021) byl čínský dokumentární fotograf a pracovník železnic. Více než 40 let pořizoval snímky lidí z různých oblastí života při jejich cestování vlakem.

## Životopis
Specializoval se na fotografování lidí ve vlacích; jeho tvorba v roce 2001 vyústila v cyklu Číňané ve vlaku (火车上的中国人). V roce 2004 získal na Mezinárodním fotografickém festivalu v Pching-jao ocenění „Vynikající čínský fotograf“.
Wang začal pořizovat fotografie cestujících ve vlaku v roce 1977. Nejdříve první vypůjčenou fotografickou kamerou Seagull, sám byl vášnivým cestovatelem a trávil hodně času na téměř všech železničních tratích po celé zemi. Celosvětové uznání získal díky fotografické sérii One Billion Journeys, která byla poprvé publikována v roce 2001. Obsahovala více než 40 snímků, na kterých zachytil banální, ale vzácné okamžiky spolucestujících během čtyřiceti let. Sám sebe označoval jako „profesionální zloděj“ příběhů, které se odehrávaly ve vlacích. Za čtyři desítky let pořídil více než 200 000 fotografií. Jeho fotografie zachycují nejen mikrokosmy ve vlacích, ale poskytují pohled do čínské společnosti, protože odhalují kulturní a sociální změny, ke kterým v Číně za posledních 40 let reforem došlo.
Zemřel 13. března 2021 v 79 letech.